# Dąbrówka
Dąbrówka è un comune rurale polacco del distretto di Wołomin, nel voivodato della Masovia.
Ricopre una superficie di 109,05 km², nel 2017 contava 8 032 abitanti.